# Venerandum Collegium Dominorum Jurisperitorum et Judicum civitatis Januae
Il Collegium Jurisperitorum della Repubblica di Genova, variamente definito attraverso i secoli, è, insieme al Collegium causidici, il progenitore dell'attuale Ordine degli Avvocati. L'istituzione del Collegium Judicum et advocatorum Ianuae risale alla fine del XIII secolo o agli inizi del XIV.

## Origini, storia e funzioni
L'ordinamento della Repubblica non prevedeva il titolo di avvocato; coloro che erano ammessi nel Collegium erano considerati dottori collegiati, potevano fregiarsi del titolo di Jurisconsultus e potevano svolgere non solo la funzione di avvocato ma potevano anche essere chiamati a giudicare.
I primi registri ordinati dei componenti del Collegium risalgono al 1540: venne registrato il dottorato di tal Davide Vacca, il primo di una lunga serie di giureconsulti registrati regolarmente sino al 1797, anno in cui la Repubblica di Genova cadde sotto il dominio dei Rivoluzionari francesi che abolirono il Collegium. Davide Vacca fu Doge della Repubblica dal 1587 al 1589. L'ultimo dottore collegiato, Domenico Sperone, venne iscritto il 2 maggio 1797.
Furono componenti del Collegio, come ricordò Enrico Bensa illustri giuristi tra i quali Raffaele Della Torre, Giuseppe Lorenzo Maria Casaregis e Luigi Corvetto che fu ministro delle Finanze in Francia e co-redattore del Code de Commerce francese.
Ai dottori collegiati era consentito l'esercizio dell'Avvocatura dinanzi ai Tribunali della Repubblica; i collegiati, quasi tutti patrizi, avevano, in quanto tali, il dovere di prestare periodicamente, per la durata di due anni servizio per tutti gli uffici della Repubblica, dalle massime cariche di governo agli ultimi comandi periferici. Un onore poco ambito perché i designati dovevano cessare l'attività forense; per converso le cariche non davano la possibilità di affermazioni personali per la loro breve durata seguita dal divieto di riconferma; non procuravano denaro perché erano previste magre remunerazioni. Inoltre "al termine, ciascuno, a cominciare dal Doge, era presunto sospetto di avere prevaricato e da tale sospetto doveva venire assolto dai sindacatori attraverso il giudizio di rendiconto del proprio operato. Pochi, in corso di carica, i controlli sul funzionario genovese con sua larga responsabilizzazione personale, inesorabili e pignoleschi, invece, quelli al termine.
Il Collegium nei secoli successivi al XIV estese la sua influenza nella Repubblica di Genova che gli attribuì sempre maggiori poteri. Sisto IV delegò al Collegium la facoltà di conferire lauree; l'ammissione ad esso, riservata ai genovesi e preclusa a coloro il cui padre aveva esercitato un'arte meccanica (tale era ritenuta anche la professione di notaio), era decisa dai suoi membri che, raramente, ammettevano soggetti estranei al patriziato genovese. Carlo Targa, un giurista eminente, ricordato per un trattato di diritto marittimo appartenente al Collegio dei Causidici, non riuscì, perché non patrizio, ad ottenere la iscrizione nel Collegium Jurisperitorum. Lo stesso Targa lamentò la sua esclusione nella dedica del suo Directorium Praxis Civilis edito a Genova nel 1698
I componenti del Collegium erano esentati dal pagamento di imposte e tasse, ma dovevano assicurare la difesa gratuita dei poveri. La funzione di difensore non era però riservata ai dottori collegiati, ma era consentita anche ai non collegiati.

## Studi e ricerche
Il primo studio sull'attività del Collegium è opera del già citato Lorenzo Isnardi che nel 1861, scrivendo la storia dell'Università di Genova, dedicò notevole attenzione al Collegium. Nel 1897 Enrico Bensa, illustre giurista genovese, pubblicò un breve scritto dedicato al Collegio.
Ricerche di archivio sulla vita del Collegium fece Giovanni Forcheri, già citato, avvocato in Genova, che pubblicò uno studio sul Collegium commissionatogli dal Consiglio dell'Ordine degli avvocati di Genova in occasione dei festeggiamenti per il centenario della costituzione degli Ordini degli avvocati
I documenti esistenti nei fondi dell'Archivio di Stato, della biblioteca universitaria e della civica Biblioteca Berio non sono stati oggetto di altri studi e approfondimenti nonostante il grande rilievo che ebbe per la Repubblica di Genova il Collegium del quale fecero parte membri di tutte le più autorevoli famiglie patrizie (Giustiniani, Pallavicini, Grimaldi, Doria, Sauli, Lomellini, Invrea, Imperiale, Spinola, De Ferrari, Assereto, Adorno, Cattanei, Centurione) fra i quali molti divennero reggitori della città.

## Il sigillo del Collegium
Il sigillo del Collegium riportava la scritta Sigillum venerandi collegii dominorum iudicum civitati Januae e rappresentava il Santo Protettore degli Avvocati, Sant'Ivo, in abito dottorale sotto un baldacchino gotico.. Lo stemma dell'Ordine degli Avvocati di Genova riproduce il sigillo con la scritta Collegium advocatorum genuense